# Jon Avnet

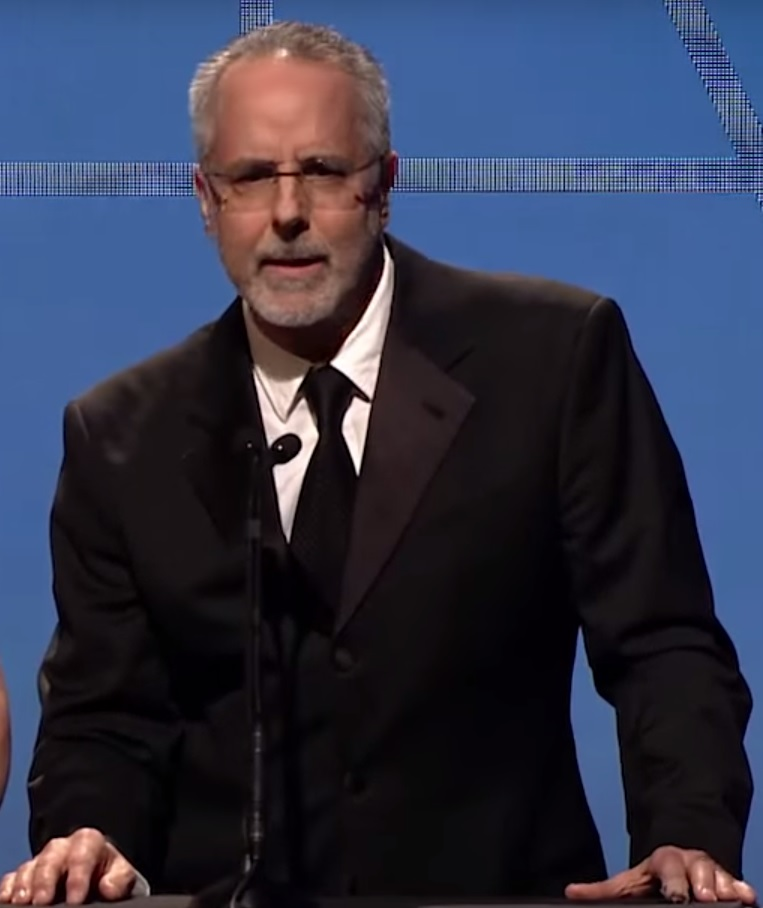
Jon Avnet (2014)

Jon Avnet (* 17. November 1949 in New York; eigentlich Jonathan Michael Avnet) ist ein US-amerikanischer Filmregisseur und Fernseh- und Filmproduzent.

## Leben
Jon Avnet begann seine Karriere als Produzent von Theaterstücken. 1977 gründete er zusammen mit Steve Tisch die Produktionsfirma Tisch/Avnet Productions. Als Regisseur machte Avnet 1986 mit dem Fernsehfilm Die Trennung auf sich aufmerksam. 1991 drehte er mit Kathy Bates und Mary Stuart Masterson den Kinofilm Grüne Tomaten. 1994 wurde Das Baumhaus mit Elijah Wood und Kevin Costner veröffentlicht. Hierfür wurde Avnet im selben Jahr mit dem Political Film Society Award für Frieden ausgezeichnet. Für Red Corner aus dem Jahr 1997 bekam er den Political Film Society Award für Demokratie.
Seit Beginn der 2000er Jahre ist Avnet als Regisseur und Produzent vor allem für das Fernsehen tätig.
Jon Avnet ist seit 1975 mit der Künstlerin Barbara Brody Avnet verheiratet. Das Ehepaar hat die drei Kinder Alexandra, Jacob und Lily.

## Filmografie (Auswahl)

### Regisseur
- 1986: Die Trennung (Between Two Women, Fernsehfilm)
- 1991: Grüne Tomaten (Fried Green Tomatoes (at the Whistle Stop Cafe))
- 1994: Das Baumhaus (The War)
- 1996: Aus nächster Nähe (Up Close & Personal)
- 1997: Red Corner – Labyrinth ohne Ausweg (Red Corner)
- 2001: Uprising – Der Aufstand (Uprising, Fernsehfilm)
- 2007: 88 Minuten (88 Minutes)
- 2008: Kurzer Prozess – Righteous Kill (Righteous Kill)
- 2017: State of Mind – Der Kampf des Dr. Stone (Three Christs)
- 2020: Manhunt (Fernsehserie, 2 Folgen)

### Drehbuchautor
- 2017: State of Mind – Der Kampf des Dr. Stone (Three Christs)

### Filmproduzent
- 1980: Von Küste zu Küste (Coast to Coast)
- 1983: Lockere Geschäfte (Risky Business)
- 1992: Mighty Ducks – Das Superteam (The Mighty Ducks)
- 1994: Mighty Ducks II – Das Superteam kehrt zurück (D2: The Mighty Ducks)
- 1994: Das Baumhaus (The War)
- 1994: When a Man Loves a Woman – Eine fast perfekte Liebe (When a Man Loves a Woman)
- 1996: Aus nächster Nähe (Up Close & Personal)
- 1997: George – Der aus dem Dschungel kam (George of the Jungle)
- 1997: Red Corner – Labyrinth ohne Ausweg (Red Corner)
- 2000: Gefühle, die man sieht – Things You Can Tell (Things You Can Tell Just by Looking at Her)
- 2001: Uprising – Der Aufstand (Uprising, Fernsehfilm)
- 2004: Sky Captain and the World of Tomorrow
- 2006: Land of the Blind
- 2007: 88 Minuten (88 Minutes)
- 2008: Kurzer Prozess – Righteous Kill (Righteous Kill)
- 2017: State of Mind – Der Kampf des Dr. Stone (Three Christs)
- 2020: Four Good Days